# Улица Ломоносова (Ломоносов)
Улица Ломоно́сова — улица в городе Ломоносове Петродворцового района Санкт-Петербурга. Проходит от 1-й Нижней улицы до улицы Костылева.
27 февраля 1869 года проезду было присвоено название Вое́нный переулок. Тогда он проходил от Балтийской железнодорожной линии до улицы Костылева. Встречалось также название с другим статусом — Вое́нная улица. Оба топонима связаны с тем, что переулок вёл на гору, называвшуюся в первой половине XIX века Военной горой — по располагавшемся там с 1843 года Военному сухопутному госпиталю (улица Костылева, 15, 17, Владимирская улица, 10).
В 1930-х годах был закрыт участок от железной дороги до 1-й Нижней улицы, а в 1966 году на месте бывшей проезжей части улицы Ломоносова построили жилой дом (1-я Нижняя улица, 1).
В 1961 году улицу переименовали в улицу Ломоносова — в честь учёного М. В. Ломоносова. Тогда отмечалось 250-летие со дня рождения Ломоносова. Тогда же к улице Ломоносова перенесли памятник ему (1955, арх. Г. Д. Гликман; стоит на углу Дворцового проспекта и улицы Ломоносова у Дома культуры; объект культурного наследия федерального значения).
Участок улицы Ломоносова между Дворцовым проспектом и Еленинской улицей представляет собой лестничный подъём на Балтийско-Ладожский глинт.

## Перекрёстки
- Дворцовый проспект
- Еленинская улица
- улица Костылева